# Richard M. Russell
Richard Manning Russell (* 3. März 1891 in Cambridge, Massachusetts; † 27. Februar 1977 in Essex, Massachusetts) war ein US-amerikanischer Politiker. Zwischen 1935 und 1937 vertrat er den Bundesstaat Massachusetts im US-Repräsentantenhaus.

## Werdegang
Richard Russell besuchte die Middlesex School in Concord und studierte danach bis 1914 an der Harvard University. Nach einem anschließenden Jurastudium und seiner 1919 erfolgten Zulassung als Rechtsanwalt begann er in Boston in diesem Beruf zu arbeiten. Dazwischen nahm er als Leutnant der US Army am Ersten Weltkrieg teil. Dabei war er in Frankreich eingesetzt. Nach dem Krieg begann er neben seiner juristischen Tätigkeit als Mitglied der Demokratischen Partei auch eine politische Laufbahn. In den Jahren 1926 und 1927 saß er im Gemeinderat von Cambridge. Zwischen 1930 und 1935 war er dort Bürgermeister.
Bei den Kongresswahlen des Jahres 1934 wurde Russell im neunten Wahlbezirk von Massachusetts in das US-Repräsentantenhaus in Washington, D.C. gewählt, wo er am 3. Januar 1935 die Nachfolge von Robert Luce antrat, den er bei der Wahl geschlagen hatte. Da er im Jahr 1936 gegen Luce verlor, konnte er bis zum 3. Januar 1937 nur eine Legislaturperiode im Kongress absolvieren, während der weitere New-Deal-Gesetze der Bundesregierung unter Präsident Franklin D. Roosevelt verabschiedet wurden.
Nach dem Ende seiner Zeit im US-Repräsentantenhaus praktizierte Richard Russell wieder als Anwalt. Im Jahr 1950 bewarb er sich erfolglos um die Rückkehr in den Kongress. Er starb am 27. Februar 1977 in Essex.